# 29. østlige længdekreds
Den 29. østlige længdekreds (eller 29 grader østlig længde) er en længdekreds, der ligger 29 grader øst for nulmeridianen. Den løber gennem Ishavet, Europa, Asien, Afrika, det Indiske Ocean, det Sydlige Ishav og Antarktis.